# Трони

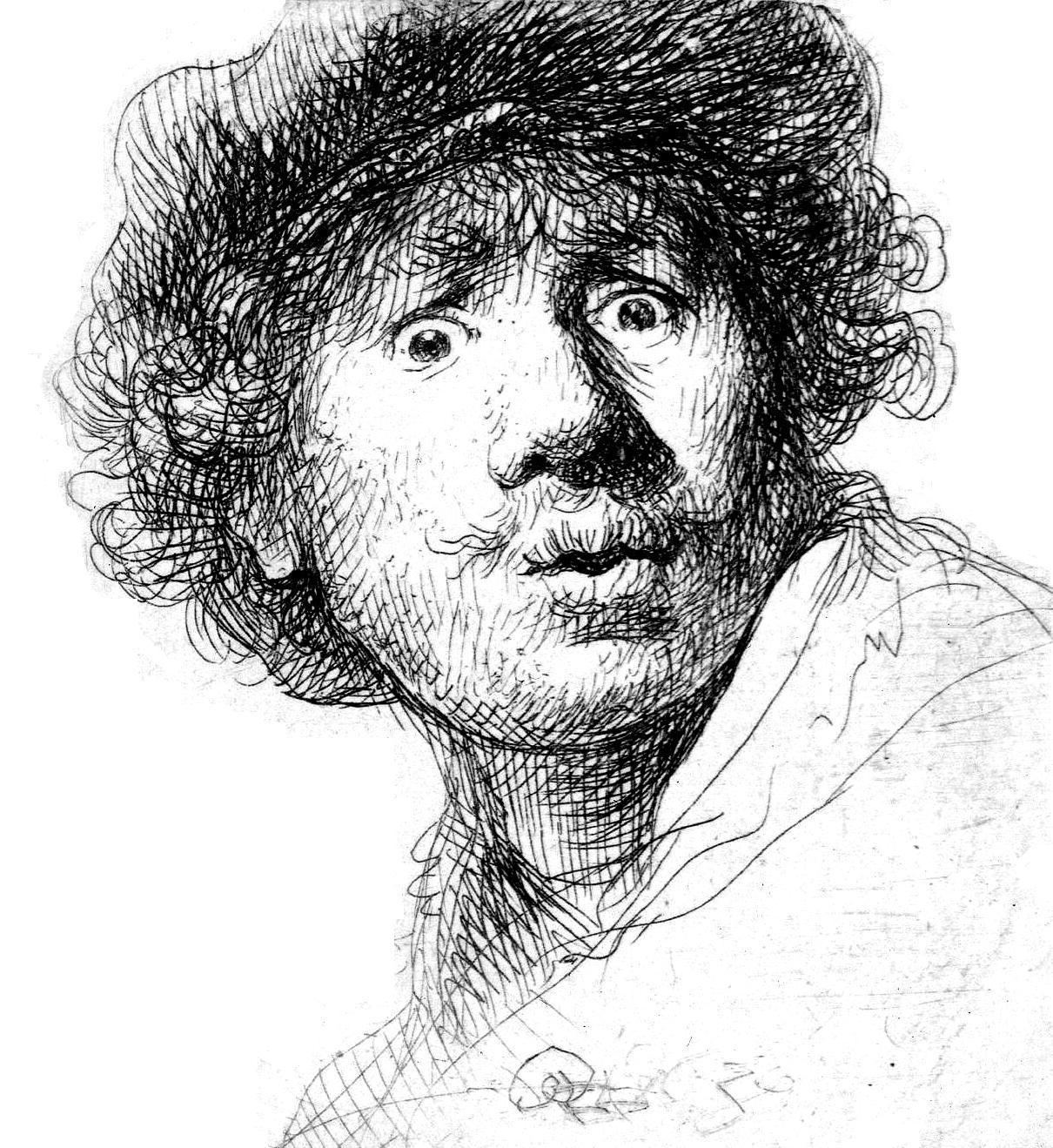
Несколько рембрандтовских автопортретов выполнены как tronie

Тро́ни (от нидерл. tronie — голова, лицо, рожа) — жанровая разновидность графического или живописного портрета, получившая распространение в Голландии в XVII веке. Представляет собой поясные или поплечные портретные штудии, изображавшие зачастую анонимных моделей с необычным выражением лица или костюмом.